# Michiro Endo
Michiro Endo (Nihonmatsu, 15 de noviembre de 1950 – Tokio, 25 de abril de 2019), 遠藤 ミチロウ en japonés, fue un músico, escritor y activista socialista japonés. Era más conocido como líder de la influyente banda de punk rock The Stalin. Ganó notoriedad por sus payasadas en el escenario, después de haber lanzado una vez una cabeza de cerdo cortada al público.

## Trayectoria
Endo se graduó en la Universidad de Yamagata. Después de terminar sus estudios estuvo viajando por Vietnam y el Sudeste Asiático. Formó The Stalin en 1980, que pasó a ser uno de los actos dominantes de la escena punk rock japonesa de los años 80. Lanzó su primer material en solitario en 1984. En 2002, formó el trío Notalin's. Dos años más tarde, él y el baterista del grupo Thee Michelle Gun Elephant Kazuyuki Kuhara formaron el trío acústico M.J.Q, cuyo lema es "unplugged punk".
El 1 de diciembre de 2010, se publicaron dos álbumes homenaje. Uno titulado Romantist - The Stalin, Michiro Endo Tribute Album, que incluye bandas como Buck-Tick, Dir en grey, Group Tamashii y Jun Togawa que cubren las canciones solistas de The Stalin y Endo. El otro Red Demon, Blue Demon - Michiro Endo 60th Birthday Anniversary Tribute Album, presenta a diferentes artistas y fue lanzado por primera vez en el concierto de Endo el 14 de noviembre para coincidir con su 60 cumpleaños.
Endo todavía estaba activo en la escena en vivo en la década de 2010, como solista, tocando en M.J.Q., o con el concierto ocasional de The Stalin. Murió en un hospital de Tokio mientras luchaba contra el cáncer de páncreas el 25 de abril de 2019, a la edad de 68 años. Un representante anunció su muerte el 1 de mayo y que había sido operado previamente por el cáncer en octubre de 2018.

## Discografía

### Sencillos
- "Aogeba Totoshi" (仰げば尊し? 1984, 1985)
- "Odyssey-1985-Sex" (オデッセイ・1985・Sex Odessei-1985-Sex?, 1985)
- "Lucky Boy" (1987)

### Álbumes
- Betonamu Densetsu (ベトナム伝説 Vietnam Legend?, 1984)
- The End (1985)
- Odyssey-1985-Sex (オデッセイ・1985・Sex Odessei-1985-Sex?, 1985)
- Ameyujyutotechitekenjya (アメユジュトテチテケンジャ Please Take Ameyuki?, 1985)
- Get the Help! (1985)
- Hasan (破産 Bankruptcy?, 1986)
- Terminal (1987)
- Shime Tatarime (死目祟目 Death Eyes Curse Eyes?, 1993)
- Sora ha Ginnezumi (空は銀鼠 The Sky is Silver-grey?, 1994)
- 50 (Half) (1995)
- Ai-suru tame niha Uso ga iru (愛するためにはウソがいる Love needs lies?, 1995)
- Ai to Shi wo Mitsumete (愛と死をみつめて Fix your eyes on Love and Death?, 1996)
- Michiro (道郎 Michirō?, 1997)
- Off (2000)
- Aipa (2000)
- Notalin's (2004, with Notalin's)
- I, My, Me / Amami (2005)
- Unplugged Punk (2006, with M.J.Q)
- Kiga-Kiga Kikyo (2007)
- Aipa (12 de diciembre de 2009)
- Tenbatsu Nanka Kuso Kurae Tsu!!! (天罰なんかクソ喰らえっ!!!? 16 de marzo de 2011, with M.J.Q)

### Otros trabajos
- Parade -Respective Tracks of Buck-Tick- (21 de diciembre de 2005, "Sasayaki")